# Adolfo de Oliveira Franco
Adolfo de Oliveira Franco (Ponta Grossa, 12 de novembro de 1915 — Curitiba, 9 de março de 2008) foi um advogado e político brasileiro.
Foi governador do Paraná, de 1 de maio de 1955 a 31 de janeiro de 1956 e senador entre 1962 e 1971. Foi também presidente da OAB no Paraná por duas vezes e presidente do antigo Banco Comercial do Paraná.